# Malta Radio
Malta Radio es el primer largometraje del director español Manuel Menchón. Basada en un hecho real ocurrido en aguas maltesas en 2006, y que aborda el tema de los refugiados africanos en Europa. Incluye imágenes inéditas rodadas en el barco con teléfono móvil por los marineros.

## Sinopsis
El 14 de julio de 2006 el pesquero español Francisco y Catalina avista cerca de la isla de Malta una patera con 51 inmigrantes (hombres, mujeres y una niña) a bordo pidiendo auxilio. Este documental narra las dificultades de los tripulantes para desembarcarlos en la isla y la repercusión mediática que tuvo el hecho en España.

## Palmarés (selección)
• MiradasDoc (España) 2009: Mejor Documental Nacional.
• Festival CineSpaña, Tolouse  (Francia) 2010: Mejor película  Documental.
• ExtremaDoc (España) 2009: Premio mejor película documental.
• Festival Buñuel (Calanda- España) 2010: Mejor Documental.
• Docs DF  (México)  2010: Sección oficial.
• Premis Tirant,  2009: Mejor Largometraje Documental
• Milano Film Festival (Italia) 2010: Sección Oficial
• Human Rights/ Human Wrongs Film Festival (Oslo) 2009:  Sección Oficial
• The Galway Film Fleadh (Irlanda) 2009: Sección Oficial.